# Уральский следопыт
«Ура́льский следопы́т» — издающийся в Екатеринбурге (Свердловске) в 1935 году (вышло 9 номеров) и с 1958 (возобновлен с апреля) года по настоящее время популярный ежемесячный литературно-публицистический, просветительский журнал о туризме и краеведении. «Уральский следопыт» — член Свердловского отделения Русского географического общества. В журнале  публикуются русскоязычные произведения в жанрах научная фантастика, социальная фантастика, фэнтези и сказка.

## История журнала
«Уральский следопыт» был основан Владимиром Поповым. Первый номер журнала вышел в апреле 1935 года, затем, после девяти выпусков, издание было прекращено.
Второе рождение журнал пережил в 1958 году. В первом номере был напечатан научно-фантастический рассказ «Слепой полёт» Александра Беляева, сотрудничавшего с журналом ещё в 1935 году. В дальнейшем в журнале печатались писатели и художники: Виталий Волович, Станислав Ашмарин, Владислав Крапивин, Виктор Астафьев, Сергей Другаль, Марк Гроссман, Юрий Курочкин, Сергей Лукьяненко, Владимир Васильев, Виталий Каплан, Алексей Иванов, Владимир Шустов, Клавдия Рождественская, Спартак Киприн, Герман Дробиз,  Александр Папченко. Николай Куштум, Николай Моос, Николай Никонов, Борис Рябинин, Владимир Печёнкин, Владимир Константинович, Борис Путилов, Степан Вартанов; поэты: Лев Сорокин, Михаил Найдич, Венедикт Станцев, Владимир Сибирёв, Олег Поскрёбышев.
В советский период — один из органов печати Союза писателей РСФСР. 
Официальный статус журнала в 1970-х — начале 1980-х гг. годов обозначался следующим образом:
литературно-художественный научно-популярный ежемесячный журнал для детей и юношества; орган Союза писателей РСФСР, Свердловской писательской орг-ции и Свердловского обкома ВЛКСМ; издаётся с апреля 1958 годаУрал. следопыт. 1980, № 3
К началу 1990-х гг. в журнале указывалось:
Учредители — Союз писателей России, ассоциация советских книгоиздателей, трудовой коллектив журнала, Издатель — Средне-Уральское книжное издательствоУрал. следопыт. 1991, № 7; 1992, № 10
с 2005 года учредитель журнала Общество с ограниченной ответственностью «Уральский следопыт». 
Свидетельство о регистрации Средства массовой информации ПИ №ФС77-37218 от 18 августа 2009 года.
О 1958 г.:
В год основания „Уральский следопыт“ насчитывал 50 тысяч подписчиковМешавкин С. Новые маршруты, новые темы… // Детская литература. 1982, № 11. — С. 58
О 1981—1982 гг.:
Ныне «Уральский следопыт» насчитывает 255 тысяч подписчиков. Половина тиража расходится на Урал, половина — за его пределами, главным образом в Сибири, центральных районах страны, на Украине и в Казахстане. Многие годы, пока не была «переориентирована» «Аврора», журнал по сути был единственным в стране изданием, рассчитанным на подростковМешавкин С. Новые маршруты, новые темы… // Детская литература. 1982, № 11. — С. 58
Тираж № 7 за 1991 г. — 410 тыс. экз.; цена — 80 коп.
На пике популярности, в середине восьмидесятых, при главном редакторе Станиславе Мешавкине (руководившем журналом более двадцати лет), тираж журнала достигал пятисот тысяч экземпляров. По тиражу «Уральский следопыт» в 1980-е годы превосходил все региональные издания.
В 1979 году заведующий отдела публицистики журнала Юрий Борисихин стал первовосходителем на одну из вершин Приполярного Урала, и в честь издания дал ей имя — пик «Уральский следопыт». Через несколько лет на пике была установлена памятная плита с изображением символа журнала: фигурки путешественника с ледорубом в руках.

## Тираж
- 1971 год — 155 тыс. экз.[5]
- 1980 год — 249 тыс.; цена 35 коп.
- 1981 год — 249 тыс. экз.[5]
- 1987 год — 385 тыс. экз.[5]
- 1988 год — 410 тыс. экз.[5]
- 1991 год — 415 тыс. экз.; цена — 80 коп.
- 2020 год — 11 тыс. экз.

## Главные редакторы журнала
- 1935 — Владимир Алексеевич Попов-Штарк (заведующий редакцией)

1. 1958—1961 — Вадим Кузьмич Очеретин
2. 1961—1965 — Владимир Николаевич Шустов
3. 1966—1970 — Иван Иванович Акулов
4. 1971—1993 — Станислав Федорович Мешавкин
5. 1993—1999 — Герман Владимирович Иванов
6. 1999—2002 — Олег Водопьянов
7. 2002— настоящее время — Максим Юрьевич Фирсов

## Разделы журнала
- Река времени
- Аэлита
- Встречный ветер
- Свеча горела

## Мероприятия журнала
В 1981 году редакция журнала «Уральский следопыт» учредила фестиваль фантастики «Аэлита», на котором вручается литературная премия «Аэлита», являющаяся первой крупной литературной премией в Уральском регионе и первой литературной премией в области фантастики в стране.

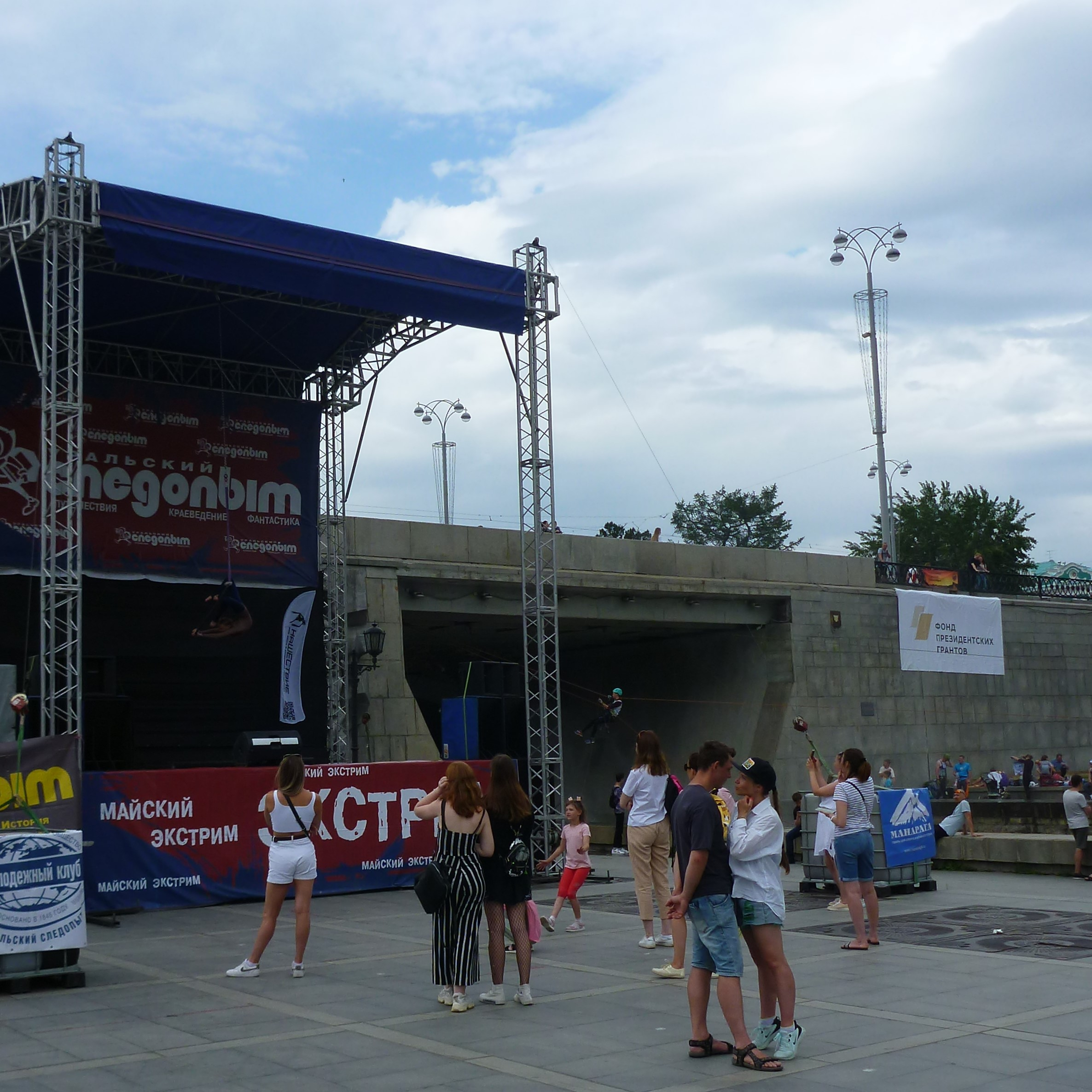
«Майский экстрим», 30 мая 2021 года

Ежегодно журнал «Уральский следопыт» проводит в Историческом сквере города Екатеринбург молодёжно-патриотические состязания «Майский экстрим». Традиции этих соревнований, заложенные в 1997 году турклубом УрГУ, продолжают развиваться.
Основная задача «Майского экстрима» — популяризация среди Свердловской молодёжи экстремальных видов спорта и активных видов отдыха в целом, продвижение идеи семейного самодеятельного и организованного туризма.
«Майский экстрим» включает в себя зрелищные и познавательные моменты:
- Показательные спасательные работы спелеологов в створе Плотины
- Водные конкурсы: 
  - родео на бурной воде;
  - выступления каякеров;
  - эскимосские перевороты;
  - популярный конкурс «Лосось идёт на нерест», заставляющий участников подниматься против мощных струй слива из-под Плотины;
  - траверс спокойного участка реки с обязательным оверкилем судна и постановкой его в исходное положение.

- Ралли на различных типах туристских судов. Старт водной гонки — на Плотинке, финиш — у моста в парке имени Маяковского.

- Соревнования по скалолазанию на установленном мобильном скалодроме
- Молодежный туристический квест в формате uralstalker
- Состязания по мас-рестлингу
- Парусная регата на городском пруду
- Выставка снаряжения, оборудования и экипировки
- Батут Шоу - активная выставка батутов перед началом летнего сезона

В последний день работы Ледового городка на площади имени 1905 года «Уральский Следопыт» проводит соревнования по ледолазанию и ледовому граффити.
Цели и задачи состязания:
- Популяризация спортивного туризма и альпинизма на Урале;
- Демонстрация проведения спасательных работ;
- Пропаганда здорового образа жизни и активного отдыха среди молодёжи;
- Проведение выставки снаряжения и спортивного оборудования.